# サタディ・バチョン
『サタディ・バチョン』はラジオ大阪のラジオ番組。1974年10月12日 - 1991年9月まで放送。

## 概要
元々は深夜番組『なぐりこみ歌謡七人衆』の後番組『ヒットでヒット バチョンといこう!』（木曜日のパーソナリティは浜村淳。初代アシスタントは小鹿ミキ）が母体だった。ラジオ大阪の編成上の関係で『 - バチョンといこう』が終了。同番組でパーソナリティを務めた浜村淳のバチョン木曜が独立した形で『 
- バチョンといこう!』終了の3か月後にスタートした。
番組進行は映画の試写会招待を兼ねた新作映画の紹介から始まる。その後、番組テーマ曲の『女が町にやってくる』(演奏:ホルストヤンコフスキー楽団)に乗せて、タイトル コール。
番組は時事の話題が中心で『源氏物語』『古事記』、リスナーから寄せられた怪談などをテーマにしたラジオドラマを放送、
宝塚ファンからの葉書も多数寄せられたが、「宝塚ファン向けの番組もあるだろう」と浜村はやんわりとそちらに送る様に発言した。
聴取率調査はアニメソング ベストテン、漫画の本全巻プレゼントを実施。アニメソング ベストテンは特撮ソング ベストテンを含めたことがあり、『ジャイアントロボ』の主題歌が一位になった。
1991年9月、番組は終了した。
アシスタントの「ひさやん」（木村寿恵）の結婚、妊娠を浜村が知った回は浜村も腹が立ったのか、木村が放送中「痛い」と叫び、浜村が木村の身体をつねるか何かしていた。木村の実家がとんぺいやきの製造発売元であることが話題となった。

## 放送時間
| 期間                          | 放送時間             |
| ----------------------------- | -------------------- |
| 1974年10月12日 - 1977年4月2日 | 土曜日 22:00 - 25:00 |
| 1977年4月9日 - 1978年6月24日  | 土曜日 23:15 - 25:00 |
| 1977年7月8日 - 1987年         | 土曜日 23:00 - 25:00 |
| 1987年 - 1990年3月            | 土曜日 22:00 - 24:00 |
| 1990年4月 - 1991年9月         | 土曜日 23:00 - 24:30 |

## 出演者
パーソナリティ　浜村淳
アシスタント
- 横井くにえ（1974年10月12日 - 1976年12月11日。「ヒットでヒット バチョンといこう！」より引き続いて担当）
- 石川香代子（1976年12月25日 - 1977年4月30日）
- 木村寿恵（1977年5月7日 - 1981年3月。愛称はヒロちゃん、ひさやん）
- 生田陽子（1981年4月 - 1987年9月）[2]
- 北村安湖（1987年10月 - 1989年9月）
- 生駒治美（1989年10月 - 1990年9月）
- 柳生美香（1990年10月 - 1991年9月）

## コーナー
- 映画紹介[3]
- 思い出のバスガイド[3]
  - 修学旅行のバスガイドを紹介する。
- アニメ コーナー[3]
  - 番組はリスナーから寄せられたアニメソングのリクエストに応え、当番組はアニラジに分類される事がある。
  - ただし、浜村にアニメの知識がある訳ではなく、投稿された葉書の中に『月刊OUT』（1986年5月号）のジョーク企画「いま、世界のアニメは…?」というネタ（『バリバリ伝説』が中国では自転車レースになっていたり、『蒼き流星SPTレイズナー』がソ連では赤になっていたり、アメリカでは『天才バカボン』が大人気で、若い女性の間では「フールボンズ・ファーザー」のファッションが流行、など）を真に受けて、本当のこととして放送した。
- 1・2・3 音楽スタートのコーナー[3]
  - リスナーのリクエストで懐かしの曲、入手困難のレコードを掛ける。
  - 曲を掛ける際はエアチェックを行うリスナーの便を計って「いちにのさん 音楽スタート!」という掛け声を掛けるのが恒例。
- 午前0時のバチョンクイズ
  - 浜村とリスナーが電話を繋いで進行するコーナー。毎回 出題する問題は「今日、これから掛かる曲は何でしょう？」で不正解の場合は賞金は次回に持ち越す形式。回答者はそこそこ正解していた。
- 思い出は映画と共に（24:30頃）[3]
  - リスナーから寄せられた映画にまつわる思い出話を浜村が情感豊かに読み上げる。BGMはニニ・ロッソの『夜空のトランペット』を使用。
- ファースト キッスのコーナー[3]
- 悩みの相談[3]

## 関連文献
- 浜村淳（著）ラジオ大阪（編）『淳のしゃべりしにものぐるい : サタデーバチョン』ブック館、1975年5月26日。

| ラジオ大阪 1976年 - 1991年9月 土曜22:00 - 25:00枠（ → 23:00 - 24:30枠） | ラジオ大阪 1976年 - 1991年9月 土曜22:00 - 25:00枠（ → 23:00 - 24:30枠） | ラジオ大阪 1976年 - 1991年9月 土曜22:00 - 25:00枠（ → 23:00 - 24:30枠） |
| 前番組 | 番組名                                                                  | 次番組                                                                  |
| --- | ----------------------------------------------------------------------- | ----------------------------------------------------------------------- |
| 街角で今晩は （22:00 - 22:30） ミュージック・イン・ハイフォニック （22:30 - 23:00） トップスター・ミュージック （23:00 - 24:00） きいて下さい ただ今売り出し中 （24:00 - 25:00） | サタディ・バチョン                                                      | 鶴光のつるつる90分!                                                     |